# Anti-Administration Party

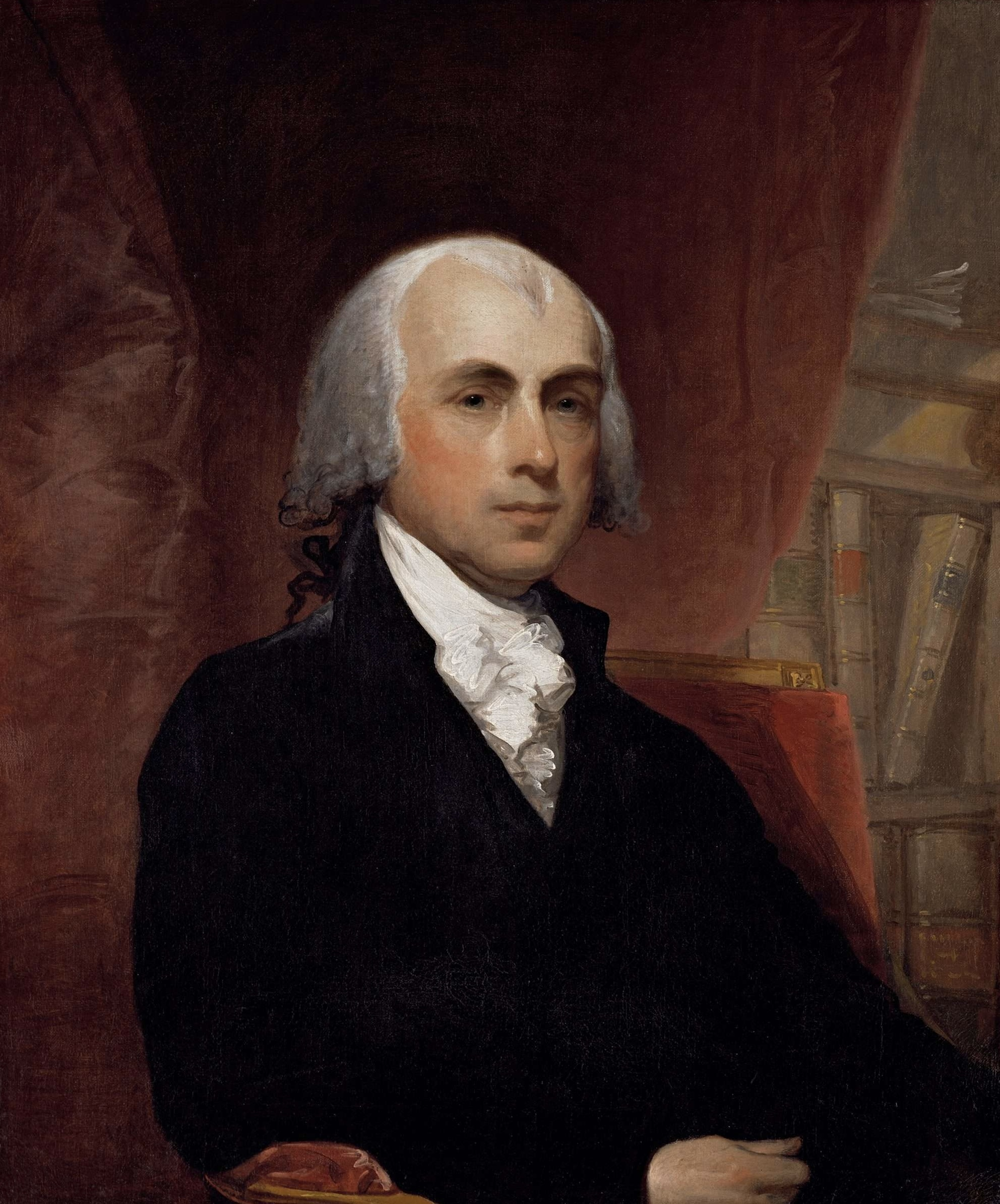
James Madison, chef du Parti antigouvernemental.

L’Anti-administration Party (en français : Parti antigouvernemental) est la faction informelle comprenant les adversaires de la politique du secrétaire au Trésor Alexander Hamilton au cours du premier mandat du président George Washington (1789-1792). Moins une organisation de partis politiques qu’une faction non-organisée, la plupart de ceux qui le composent sont les antifédéralistes de 1788 qui s’opposent à la ratification de la Constitution des États-Unis. Cette faction est toutefois très flottante au gré des hommes qui y entrent.
Bien que les contemporains traitent souvent les adversaires de Hamilton d’« antifédéralistes », les historiens préfèrent ne pas utiliser ce terme, parce que plusieurs dirigeants ont soutenu la ratification, y compris le délégué virginien au Congrès James Madison, qui fit ensuite alliance avec d’anciens antifédéralistes pour faire opposition aux projets financiers d’Hamilton en 1790. Une fois Thomas Jefferson à la tête de l’opposition à Hamilton, cette faction devient, en 1792, le Parti républicain-démocrate.

## Historique
Lors de la Convention constitutionnelle de 1787 et du processus de ratification en 1788, Madison fut au nombre des deux ou trois les plus ardents défenseurs d’un gouvernement national fort, rédigeant, avec Hamilton, le Fédéraliste. En 1789-1790, Madison était en tête de ceux qui soutenaient le nouveau gouvernement fédéral.
À cette époque, le concept de parti d’opposition loyal était nouveau mais en janvier 1790, Madison s’est associé à Henry Tazewell et à d’autres pour s’opposer au Premier rapport sur le crédit public d’Hamilton. La création de cette coalition a marqué l’émergence du Parti antigouvernemental, alors presque exclusivement composé de députés sudistes. Madison fit valoir que le remboursement de la dette récompensait les spéculateurs. Sa proposition de rembourser uniquement les détenteurs originaux d’obligations fut battue par un vote de 36 contre 13. Le rapport d’Hamilton prévoyait également la reprise de la dette des États par le gouvernement fédéral. Comme près de la moitié de cette dette était due par le Massachusetts, le Connecticut et la Caroline du Sud, les autres États n’apprécièrent guère l’idée de prise en charge de la dette. La Chambre des représentants américaine adopta le projet sans la prise en charge, mais le Sénat inclut cette disposition. Cette impasse fut résolue par un accord, connu sous le nom de compromis de 1790, passé entre Madison et le secrétaire d’État Thomas Jefferson d’une part et d’Hamilton, de l’autre, qui comprenait à la fois la prise en charge de la dette et la décision de localiser la capitale nationale dans le Sud, dans ce qui est devenu le district de Columbia,.
Lors du deuxième Congrès des États-Unis (1791-1793), les éléments antigouvernementaux étaient plus nombreux et comptaient environ 32 membres de la Chambre sur 72. En 1791, Madison et Hamilton se sont affrontés à nouveau lorsque ce dernier proposa la création d’une banque centrale. Les commerçants urbains étaient favorables à cette idée, tandis que les planteurs du Sud y étaient opposés. Madison dit que la Banque était inconstitutionnelle, mais Hamilton réussit à soutenir avec succès que la Constitution des États-Unis l’autorisait.
Les différences entre les factions se durcirent, en avril 1792, avec le début des guerres de la Révolution française, le Parti progouvernemental prenant le parti des Britanniques tandis que le Parti antigouvernemental soutenait les Français. Après avoir adhéré au parti en 1792, Jefferson contesta l’élection cette année-là sous le nom de « républicain ». On désigne sous le nom de « First Party System » le Parti démocrate-républicain de Jefferson et le Parti fédéraliste d’Hamilton.